# 科爾特斯城區
科爾特斯城區（西班牙語：Ciudad Cortés），是哥斯達黎加的一個區，位於該國西部蓬塔雷納斯省，面積226.19平方公里，海拔高度6米，2010年人口7,969，人口密度每平方公里35.23人。